# Charlottenberg (gmina Eda)
Charlottenberg – miejscowość (tätort) w Szwecji, w regionie administracyjnym (län) Värmland, w gminie Eda.
Według danych Szwedzkiego Urzędu Statystycznego liczba ludności wyniosła: 2368 (31 grudnia 2015), 2499 (31 grudnia 2018) i 2536 (31 grudnia 2019).